# Binorong
Binorong is een bestuurslaag in het regentschap Banjarnegara van de provincie Midden-Java, Indonesië. Binorong telt 4362 inwoners (volkstelling 2010).